# La Flûte à six schtroumpfs
Cet article concerne l'histoire de bande dessinée. Pour le film, voir La Flûte à six schtroumpfs (film).
La Flûte à six schtroumpfs — de son titre original La Flûte à six trous — est la seizième histoire de la série Johan et Pirlouit de Peyo. Elle est publiée pour la première fois du no 1047 au no 1086 du journal Spirou, puis est publiée sous forme d'album en 1960. C'est dans cette histoire qu'apparaissent les Schtroumpfs.

## Résumé
Par l'intermédiaire d'un marchand, Pirlouit entre en possession d'une flûte magique à six trous. Toute personne qui entend la musique de cette « flûte enchantée » se met à danser malgré elle, et, en cas d'écoute prolongée de l'air ainsi joué, elle finit par s’évanouir. Un certain Mathieu Torchesac essaie de s’emparer de cet instrument parce qu'il a deviné quel usage criminel il pourrait faire de cet instrument. Ayant gagné la confiance de Pirlouit, il arrive à lui voler la flûte. S'étant procuré un cheval sourd, il voyage à travers le pays, faisant danser et s’évanouir des gens riches pour pouvoir les voler. Johan et Pirlouit essaient de lui reprendre la flûte, mais ils se rendent compte qu'ils n’y arriveront pas sans aide. Ils consultent Homnibus (voir La Pierre de Lune), et celui-ci leur conseille de s’adresser à ceux qui fabriquent ces instruments, les Schtroumpfs. Il envoie par magie nos deux amis jusqu'au Pays maudit où vivent ces Schtroumpfs. Là, Johan et Pirlouit sont reçus par le Grand Schtroumpf en personne, qui accepte de les aider en leur procurant une flûte neuve. Les Schtroumpfs y travaillent jour et nuit et, après quelques jours, l’instrument est prêt.
Pendant ce temps, Torchesac a élaboré un plan avec une vieille connaissance, le seigneur de la Mortaille : ils veulent tous les deux utiliser l'argent volé par Torchesac pour lever une armée. Dans ce but, ce dernier s'embarque pour aller recruter des hommes à l'étranger. Les Schtroumpfs prennent Torchesac en filature pendant quelque temps, mais le perdent de vue. Johan alors fait croire au seigneur de la Mortaille que Torchesac a besoin de son aide, et la Mortaille conduit Johan et Pirlouit, déguisés en simples matelots, jusqu’à son complice. Quand ils le retrouvent, Torchesac affronte Pirlouit, tous les deux jouent de la flûte à qui mieux mieux dans l'espoir de faire s’évanouir l'adversaire. C’est finalement Pirlouit qui gagne. Les deux méchants sont capturés, et les Schtroumpfs récupèrent leurs deux flûtes, bien que Pirlouit ait essayé (en vain) d’en subtiliser une pour se l'approprier.

## Personnages
- Johan
- Pirlouit
- Mathieu Torchesac
- Le Grand Schtroumpf
- Les Schtroumpfs
- Le Sire de La Mortaille
- Le Roi
- Maître Homnibus

## Publication

### Revues
L'histoire a été prépubliée sous les titre La flûte à 6 trous dans le Journal de Spirou du 8 mai 1958 au 5 février 1959.

## Adaptation
L'histoire fut adaptée en film d'animation par les studios Belvision en 1975 : La Flûte à six schtroumpfs.
Un album tiré du film est sorti en 1975. Les textes sont de Yvan Delporte, les dessins de Peyo, François Walthéry et Pierre Seron et la couverture d'André Franquin.